# Panzerschiff Graf Spee
Panzerschiff Graf Spee (Originaltitel: The Battle of the River Plate) ist ein britischer Spielfilm aus dem Jahr 1956 über das deutsche Panzerschiff Admiral Graf Spee, das zu Beginn des Zweiten Weltkrieges im Mittel- und Südatlantik alliierte Handelsschiffe aufbrachte und dann mit einem britisch-neuseeländischen Kreuzergeschwader die Seeschlacht vor dem Rio de la Plata ausfocht.

## Handlung
„Dies ist eine Geschichte vom Kampf auf See.“

### Die Kaperfahrt
Dieser Kampf auf See zeigt sich im ersten Teil des Filmes als ziemlich einseitig. Die Geschichte beginnt mit der Versenkung des unbewaffneten Küstentankers Africa Shell am 15. November 1939 vor der Südostküste Afrikas. Sein Kapitän Dove protestiert lautstark gegen die Versenkung, die nach seiner Überzeugung innerhalb der geschützten Dreimeilenzone des Festlandes erfolgt und damit nach Kriegsrecht unzulässig gewesen ist. Als er aber dem Kommandanten der Admiral Graf Spee Langsdorff begegnet, behandelt ihn dieser mit Respekt und äußerst zuvorkommend. Sie diskutieren über strategische und taktische Gesichtspunkte des Einsatzes von Westentaschen-Schlachtschiffen wie der Graf Spee. Dove darf sogar das Schiff besichtigen und sieht schließlich der Proviant- und Treibstoffübernahme aus dem Versorger Altmark zu. Die Altmark übergibt auch die gefangenen Offiziere der ersten fünf gekaperten Handelsschiffe, die vorübergehend auf ihr untergebracht waren, wieder an die Spee. Unter ihnen trifft Dove alte Bekannte wieder.

### Die Verfolger
Als Anfang Dezember im Südatlantik der Dampfer Doric Star von der Spee versenkt wird, aber noch einen Funkspruch absetzen kann, wird Commodore Harwood, Chef eines britischen Kreuzergeschwaders, auf den Handelsstörer aufmerksam. Bei einer Kommandantenbesprechung auf seinem Flaggschiff, dem Leichten Kreuzer HMS Ajax, erläutert er den Kapitänen Woodhouse, Bell (schwerer Kreuzer Exeter) und Parry (leichter Kreuzer Achilles) seine Überlegungen: Das deutsche Schiff werde entweder in den Indischen Ozean weiterlaufen, die Heimfahrt nach Norden antreten oder vorher noch die vielbefahrenen Handelsrouten an der Ostküste Südamerikas heimsuchen. Für diesen Fall wolle Harwood ihm eine Falle in den Gewässern vor dem Río de la Plata stellen.

### Die Schlacht vor dem Rio de la Plata
Nach zwei weiteren Versenkungen läuft die Graf Spee tatsächlich den südamerikanischen Kontinent an, wo sie am 13. Dezember auf den Kreuzerverband trifft. Obwohl die britischen Schiffe der Spee artilleristisch weit unterlegen sind, nehmen sie den Kampf auf. Um die Spee zur Feuerverteilung zu zwingen, teilt sich der Verband in die Exeter und die beiden leichten Kreuzer auf. Bei dem Gefecht wird vor allem die Exeter schwer getroffen und muss ablaufen, nachdem ihre schweren Geschütze alle ausgefallen sind. Die leichter beschädigten Ajax und Achilles decken zunächst das Entkommen der Exeter und ziehen sich dann ebenfalls zurück, da sie ohne den schweren Kreuzer keine Chance mehr haben, gegen die Spee zu bestehen.
Doch auch das deutsche Schiff ist mehrfach getroffen worden. Besonders unangenehm ist dabei die Zerstörung der Kombüsen, so dass keine warmen Speisen mehr an die Besatzung ausgegeben werden können. Langsdorff entschließt sich daher, Montevideo in Uruguay anzulaufen, um dort die Gefechtsschäden ausbessern zu lassen. Die gefangenen Kapitäne, die während des Schießens noch um ihr Leben bangen mussten, andererseits aber die Aussicht, dass das Kaperschiff von britischen Kräften gestellt wird, durchaus begrüßten, sind nun doch erleichtert, als sie nach der Ankunft freigelassen werden. Captain Dove bedankt sich herzlich bei Langsdorff für die faire Behandlung.

### Der Krieg der Diplomaten
Jetzt beginnt der diplomatische Krieg. Nach internationalem Recht darf ein Kriegsschiff einer kriegführenden Nation in einem neutralen Hafen nur für beschränkte Zeit verbleiben, um dort die Seefähigkeit wiederherzustellen. Ansonsten droht die Festsetzung des Schiffes und die Internierung der Besatzung. Da die Engländer die Mündung des Rio de la Plata derzeit nur mit schwachen Kräften, nämlich mit den beiden leichten Kreuzern Ajax und Achilles und dem hinzugekommenen schweren Kreuzer Cumberland bewachen, werden die Gesandten Englands und Frankreichs beim uruguayischen Außenminister vorstellig. Sie wollen ihn dazu bewegen, die Spee möglichst bald aus dem Hafen zu verweisen, damit sie gezwungen ist, vor Abschluss der Reparaturen auszulaufen und sich dem Gegner zu stellen. Der deutsche Gesandte argumentiert andererseits, dass die Spee mindestens zwei Wochen benötige, um ihre Seefähigkeit wiederherzustellen. Letztlich wird den Deutschen ein Zeitraum von 72 Stunden gewährt.
Auf Veranlassung von Commodore Harwood, der seine Schiffe nach wie vor für unterlegen hält und stärkeren Einheiten Gelegenheit geben will, zum Rio de la Plata zu laufen, ändern die Briten schließlich ihre Vorgehensweise und sprechen sich für ein längeres Verbleiben der Spee in Montevideo aus. Gleichzeitig werden durch gezielte Indiskretionen Gerüchte lanciert, die die unmittelbar bevorstehende Ankunft einer großen britischen Flotte zum Inhalt haben. Außerdem verlässt ein französischer Frachter den Hafen, so dass Spee gezwungen ist zu bleiben, weil ein Kriegsschiff erst 24 Stunden nach dem Auslaufen eines gegnerischen Handelsschiffes den neutralen Hafen verlassen darf.

### Das Ende
Angesichts der unklaren Erkenntnisse über die Stärke der britischen Blockadestreitkräfte und der Schwierigkeiten, die Spee wieder see- und gefechtsklar zu machen, entschließt sich Langsdorff zu einem radikalen Schritt. Am 17. Dezember läuft Spee unter den Augen Tausender von Schaulustigen, die gespannt auf eine Seeschlacht warten, auf die Reede vor Montevideo. Dort geht die Besatzung von Bord, wenig später lassen mehrere Explosionen das Schiff in Flammen aufgehen und sinken. Eine riesige Rauchwolke kündet vom Ende des Panzerschiffs, das die Deutschen selbst versenkten, um es nicht in die Hände des Gegners fallen zu lassen.
In der deutschen Fassung werden am Ende des Films Worte eines Erzählers hinzugefügt, die im Original nicht vorhanden sind: „Für ihren Kommandanten, Hans Langsdorff, gab es nur eines: Die Seemannsehre gebot ihm, das Ende seines Schiffes nicht zu überleben. Während der Gegner heimwärts lief, hallte im Quartier des Marinearsenals in Buenos Aires der Schuss, der dem Leben dieses von Freund und Feind hochgeachteten Mannes ein Ende setzte. Dieses Mannes, der ein Seemann war – und ein Gentleman.“

## Hintergrund

### Kinostarts
| Großbritannien             | 24. Dezember 1956  |
| Schweden                   | 26. Dezember 1956  |
| Dänemark                   | 6. Februar 1957    |
| Bundesrepublik Deutschland | 5. April 1957      |
| Finnland                   | 13. September 1957 |
| USA                        | November 1957      |

### Drehorte
Die Außenaufnahmen wurden im Atlantik sowie im Mittelmeer in der Nähe von Malta, in zwei Häfen Maltas, in Portsmouth, im Cromarty Firth, Invergordon in Schottland, sowie im Hafen von Montevideo, Uruguay, gedreht. Die Studioaufnahmen entstanden in den Pinewood Studios in Iver Heath, Buckinghamshire, England.

### Sonstiges

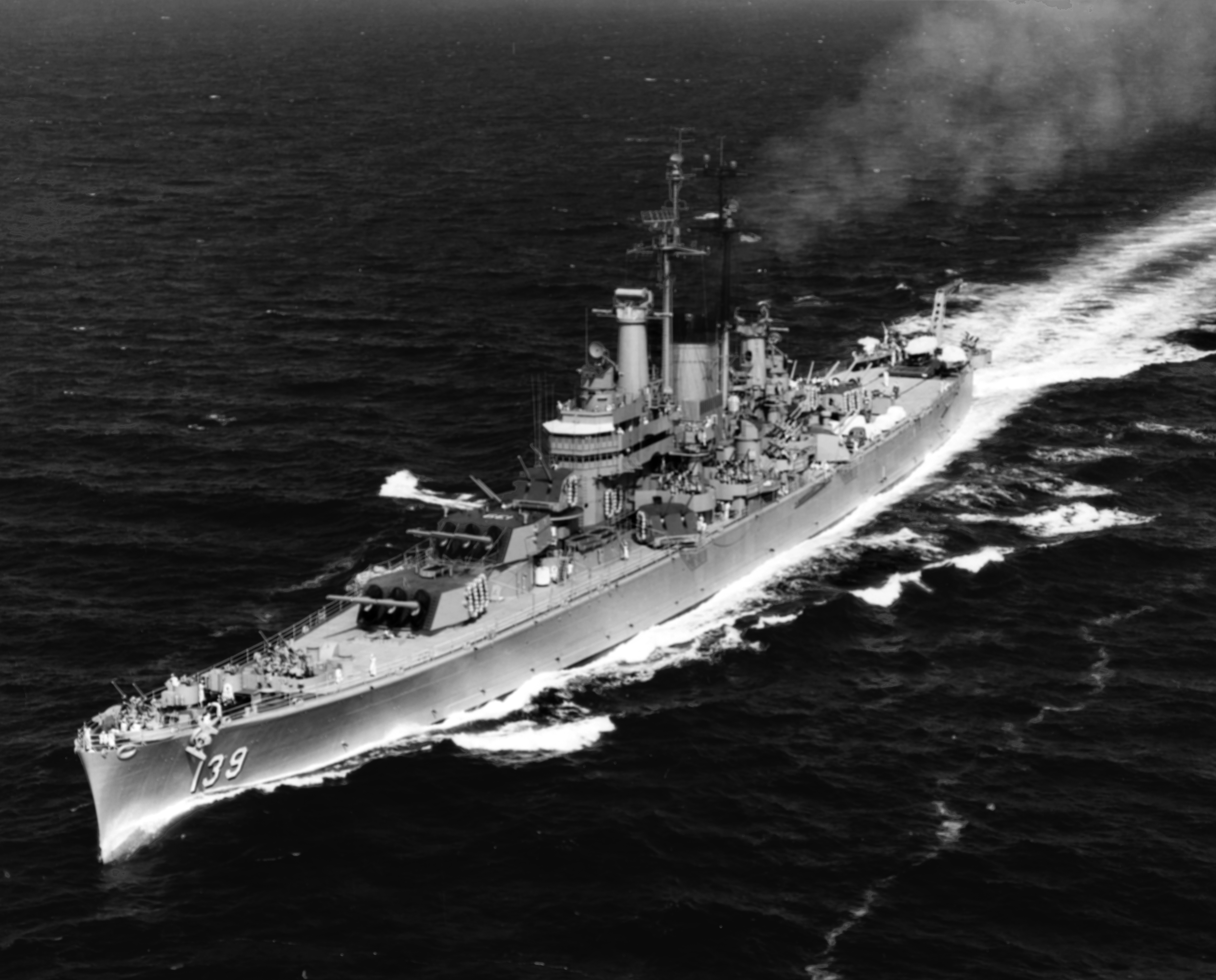
Der Protagonist des Films: Schwerer Kreuzer Salem als Admiral Graf Spee

Das deutsche Panzerschiff wird von dem US-amerikanischen Schweren Kreuzer Salem dargestellt.
Auf britischer Seite wirken Jamaica (Crown-Colony-Klasse) als Exeter und Sheffield als Ajax mit, Cumberland spielt sich selbst. Und auch der indische Kreuzer Delhi spielt sich selbst, denn er stand zu Beginn des Zweiten Weltkrieges als Achilles in Diensten der Neuseeländischen Marine.
Patrick Dove, ehemals Kapitän des am 15. November 1939 von der Graf Spee aufgebrachten Küstentankers Africa Shell, spielt im Film die – kleine – Rolle des Kapitäns des ebenfalls aufgebrachten Dampfers Streonshall, diente hauptsächlich allerdings als Berater für die Szenen mit den britischen Gefangenen an Bord der Admiral Graf Spee.
Die Filmaufnahmen begannen am 13. Dezember 1955, dem 16. Jahrestag der Schlacht vor dem Rio de la Plata. Die River Plate Association in Auckland sandte ein Telegramm an die Filmcrew: „Glückwunsch zur Wahl des Tages. Wir hoffen, Euer shooting (gemeint sind die „Schüsse“ der Kameras) wird so erfolgreich sein wie unseres!“

## Auszeichnungen
Der Film wurde im Jahr 1957 in drei Kategorien, darunter Bester britischer Film und Bestes britisches Drehbuch, für den British Film Academy Award nominiert.

## Kritiken
- „Ein etwas schönfärbender und in Einzelheiten ungenauer, auffällig fairer englischer Kriegsfilm (...).“ – 6000  Filme. Kritische Notizen aus den Kinojahren 1945 bis 1958. Handbuch V der katholischen Filmkritik, 3. Auflage, Verlag Haus Altenberg, Düsseldorf 1963, S. 331
- „Dokumentarisch aufgemachte Darstellung (...); ebenso beachtlich wie bedenklich.“ (Wertung: 2 von 4 möglichen Sternen = durchschnittlich) – Adolf Heinzlmeier und Berndt Schulz in Lexikon „Filme im Fernsehen“ (Erweiterte Neuausgabe). Rasch und Röhring, Hamburg 1990, ISBN 3-89136-392-3, S. 632

## DVD-Veröffentlichung
- Panzerschiff Graf Spee. Power Station GmbH 2007